# فيكتور جبريل غيلبرت
فيكتور جبريل غيلبرت (بالفرنسية: Victor Gilbert)‏ هو رسام فرنسي، ولد في 13 فبراير 1847 في باريس في فرنسا، وتوفي في 21 يوليو 1933 في Meunasah Mon Cut ‏ في إندونيسيا.